# Jayne Ann Krentz
Jayne Ann Castle Krentz  (née le 28 mars 1948 à Borrego Springs, Californie) est une écrivaine américaine de romances. Elle est l'autrice d'une série de best-sellers classés sur la liste du New York Times sous sept pseudonymes différents. En tant que Jayne Ann Krentz (son nom marital) elle écrit des romances contemporaines « Suspense romantique ». Elle utilise Amanda Quick pour ses romances historiques « Suspense romantique ». Jayne Castle (son nom de jeune fille) est désormais réservé pour ses romances futuristes/paranormales « Suspense romantique ».
Les 122 romans de Jayne Ann Krentz se sont vendus à 23 millions d'exemplaires à travers le monde. Avec Sweet Starfire, elle crée le sous-genre de la romance futuriste et repousse encore plus loin les limites du genre en 1996 avec Secrète Amaryllis, la première romance « Suspense romantique » futuriste et paranormale.

## Biographie
Jayne Ann Castle est née le 28 mars 1948 à Borrego Springs, Californie. Sa mère, Alberta Castle, l'élève seule ainsi que ses deux frères Stephen et James.
Elle décroche un diplôme en Histoire à l'Université de Californie à Santa Cruz en 1970. Craignant de ne pas trouver de travail avec cette formation, elle décide d'obtenir une maîtrise en Sciences de l'information et des bibliothèques à l'Université de San José.
Quelque temps plus tard, elle épouse Frank Krentz, un ingénieur, qu'elle a rencontré à San José. Le couple s'installe aux îles Vierges, où Krentz travaille pendant un an comme bibliothécaire d'une école primaire, une période qu'elle décrit comme un désastre dans sa carrière. Réalisant qu'elle adore le métier de bibliothécaire mais pas la partie enseignement requise dans une école primaire, Krentz trouve une place au niveau plus élevé du monde universitaire, y compris une mission dans la bibliothèque de l'Université Duke à Durham (Caroline du Nord).

## Regards sur l'œuvre
Tandis qu'elle travaille à Duke, Krentz commence à écrire quelques histoires, en combinant des éléments de romance avec des intrigues paranormales. Pendant six ans, elle expédie régulièrement aux éditeurs ses manuscrits et reçoit constamment des lettres de refus. Découragée, elle tente à plusieurs reprises d'arrêter d'écrire mais sa passion est plus forte que tout. Durant cette période, elle et sa famille s'installent à Seattle.

### Pseudonymes et genres
Krentz continue d'écrire et en 1979, elle réussit enfin à faire paraître son premier roman Tendre pirate. Ce roman, ainsi que beaucoup de ceux qui suivent, paraissent uniquement dans les collections de romans d'amour sériels, du type Azur, Rouge passion, Horizon chez Harlequin, car c'est la seule méthode pour que les romances contemporaines soient publiées. Puis quelques années plus tard, comme les éditeurs commencent à publier des romances contemporaines beaucoup plus développées (comme dans le sous-genre romance historique), Krentz décide d'abandonner les histoires de type sériel et se consacre aux romans plus complets.
Elle écrit ses premiers romans sous le nom de Jayne Castle. Mal informée, elle signe un contrat permettant à son éditeur de posséder ce nom et, après son départ de cette maison d'édition, Krentz n'a pas le droit d'utiliser ce nom pour de nouveaux romans pendant dix ans. C'est la raison pour laquelle elle crée plusieurs pseudonymes, tels Jayne Taylor, Jayne Bentley, Stephanie James et Amanda Glass.
À partir du milieu des années 80, elle abandonne ses pseudonymes et utilise son nom marital, Jayne Ann Krentz pour tous ses romances contemporaines,. Sweet Starfire (1986) est la première romance futuriste, un sous-genre qui combine des éléments de littérature sentimentale avec de la science-fiction. Il s'agit d'un roman d'amour et d'aventures classique qui se passe simplement dans une galaxie séparée. En 1987, elle publie une deuxième romance futuriste, Crystal Flame, qui mélange une fois de plus une « traditional romance plot unfold[ing] in an extraordinary world » (« intrigue typique de romance dans un monde extraordinaire »).
Le succès de ces livres encourage Krentz à écrire une véritable romance historique, ce qu'elle effectue sous le pseudonyme d'Amanda Quick,.
En 1996, Krentz étend les limites du genre quand elle se lance dans l'écriture de romances « Suspense romantique » futuristes. Réalisés sous son nom de jeune fille, Jayne Castle, ces romances se situent très loin dans le futur, dans un monde où tout le monde possède des pouvoirs psychiques et où les gens respectables utilisent des agences matrimoniales plutôt que de choisir leurs propres collègues de travail. Comme c'est systématiquement le cas dans ses intrigues, les héros doivent résoudre un mystère ou mettre hors d'état de nuire le méchant,.
Indépendamment de leur cadre, tous ces romans sont connus pour contenir du suspense, de la romance, de l'humour et plusieurs s'attardent également sur les relations familiales. Les thèmes psychiques apparaissent également dans l'œuvre de Krentz. En 2006, elle commence une nouvelle série appelée The Arcane Society, qui inclut des livres signés Jayne Ann Krentz et Amanda Quick. Ils relatent les histoires de membres de la société Arcane réservée aux personnes psychiquement douées et chaque héros ou héroïne possède son propre pouvoir psychique. Ils doivent résoudre un mystère en même temps qu'ils doivent apprendre à contrôler et utiliser leurs pouvoirs. Les héros de ses romans sont toujours des mâles alpha qui sont aussi forts et déterminés que ses héroïnes.

### Reconnaissance
Elle a écrit 122 romans qui ont tous été publiés et 32 d'entre eux ont été classés sur la New York Times Best Seller list. Au total, elle a vendu 23 millions d'exemplaires à travers le monde. Krentz a été nommée 22 fois pour les prix Romantic Times et elle réussit à les remporter en 2004 pour Comme un rêve éveillé et en 1995 pour Coup de folie. Elle reçoit également un prix Romantic Times pour l'ensemble de sa carrière.
Elle se fait régulièrement l'avocate des mérites de la fiction romantique et maintient que « [p]opular fiction encapsulates and reinforces many of our most fundamental cultural values.  Romance is among the most enduring because it addresses the values of family and human emotional bonds » (« le roman populaire résume et renforce beaucoup de nos valeurs culturelles fondamentales. Le roman d'amour est parmi les plus durables car il véhicule les valeurs de la famille et des liens émotionnels »). Pour tenter d'instruire le public sur le genre de la romance, elle devient l'éditrice et la contributrice principale de Dangerous Men and Adventurous Women: Romance Writers on the Appeal of the Romance, un guide qui lui permet de remporter le prestigieux prix Susan Koppelman d'études féministes. Krentz a inspiré et a reçu le premier prix Jane Austen Romantic Times, créé en l'« honor those in the romance community who have significantly impacted our genre » (« honneur de ceux et celles qui dans le cercle de la littérature sentimentale ont influencé de façon significative notre genre »).
Le roman de Jayne Ann Krentz, The Waiting Game est adapté pour la série de téléfilms Harlequin en 1998. Le téléfilm est interprété par Chris Potter et Paula Abdul dans un rôle secondaire.

## Œuvre

### Sous le nom de Jayne Castle

#### Romans sériels
Les romans de cette catégorie sont des histoires complètes comprenant environ 150 pages.
- (en) Vintage of Surrender, 1979Inédit en France
- (en) Queen of Hearts, 1979Inédit en France
- Tendre pirate, Rivages, 1981 ((en) Gentle Pirate, 1980)
- Voyage en douce, Harlequin, 1985 ((en) Bargain with the Devil, 1981)
- Même à l'aube, Harlequin, 1985 ((en) Right of Possession, 1981)
- Un jeu dangereux, Harlequin, 1985 ((en) Wagered Weekend, 1981)
- L'amour d'un homme, Harlequin, 1984 ((en) A Man's Protection, 1982)
- L'unique manière d'aimer, Harlequin ((en) A Negotiated Surrender, 1982)
- L'île de l'amour, Harlequin, 1984 ((en) Affair of Risk, 1982)
- (en) Power Play, 1982Inédit en France
- Duel d'amour, Harlequin, 1985 ((en) Relentless Adversary, 1982)
- (en) Spellbound, 1982Inédit en France
- Au creux de mon cœur, Harlequin ((en) Conflict of Interest, 1983)

#### Romans standards
Les romans de cette catégorie comprennent une histoire plus développée et détaillée. Le nombre de pages varie entre 250 et 400.
- (en) Double Dealing, 1984Inédit en France
- (en) Trading Secrets, 1985Inédit en France

#### Série Opération charme
- Le jeu du renard, Presses de la Cité, 1988 ((en) The Desperate Game, 1986)
- Week-end à San Juan, Presses de la Cité, 1988 ((en) The Chilling Deception, 1986)
- Quand les miroirs se brisent, Presses de la Cité ((en) The Sinister Touch, 1986)
- Un sourire de chat, Presses de la Cité ((en) The Fatal Fortune, 1986)

#### Serie St. Helens
- Secrète Amaryllis, J'ai lu, 1998 ((en) Amaryllis, 1996)
- (en) Zinnia, 1997Inédit en France
- (en) Orchid, 1988Inédit en France

#### Série: Ghost Hunterd
- (en) Bridle Jitters, 2000Dans Harmony, inédit en France
- (en) After Dark, 2000Dans Harmony, inédit en France
- (en) After Glow, 2004Inédit en France
- (en) Ghost Hunter, 2006Inédit en France
- (en) Silver Master, 2007Inédit en France

### Sous le nom de Jayne Taylor

#### Romans sériels
- (en) Whirlwind Courtship, 1979Inédit en France

### Sous le nom de Jayne Bentley

#### Romans sériels
- (en) A Moment Past Midnight, 1979Inédit en France
- (en) Hired Husband, 1979Inédit en France
- (en) Maiden of the Morning, 1979Inédit en France
- (en) Sabrina's Scheme, 1979Inédit en France
- (en) Turning Toward Home, 1979Inédit en France

### Sous le nom de Stephanie James

#### Romans sériels
- Le droit au bonheur, J'ai lu, 1982 ((en) A Passionate Business, 1981)
- Un piège trop séduisant, Harlequin, 1985 ((en) Corporate Affair, 1982)
- Et Cheryl rêvait..., Harlequin, 1991 ((en) Dangerous Magic, 1982)
- Ton nom sur le sable, Harlequin, 1984 ((en) Lover in Pursuit, 1982)
- Gentleman et démon, Harlequin, 1983 ((en) Reckless Passion, 1982)
- Cour d'amour, Harlequin, 1985 ((en) Renaissance Man, 1982)
- Noces d'émeraude, Harlequin, 1994 ((en) Stomy Challenge, 1982)
- Au jeu de la chance, Harlequin, 1983 ((en) Velvet Touch, 1982)
- Comme un premier baiser, Harlequin, 1984 ((en) Affair of Honor, 1983)
- (en) Battle Prize, 1983Inédit en France
- Au cœur du volcan, Harlequin, 1985 ((en) Body Guard, 1983)
- Les jeux du destin, Harlequin, 1984 ((en) Gamemaster, 1983)
- Pour que tu m'appartiennes, Harlequin ((en) Price of Surrender, 1983)
- La proie du faucon, Harlequin, 1984 ((en) Raven's Prey, 1983)
- (en) Serpent in Paradise, 1983Inédit en France
- (en) The silver Snare, 1983Inédit en France
- Passion des nuits sauvages, Harlequin, 1983 ((en) To Tame the Hunter, 1983)
- Les jeux du hasard, Harlequin, 1985 ((en) Gambler's Woman, 1984)
- Amour, envoûte-moi, Harlequin, 1985 ((en) Night of the Magician, 1984)
- Les pièges de la nuit, Harlequin, 1985 ((en) Nightwalker, 1984)
- Les surprises du destin, Harlequin, 2002 ((en) Golden Goddess, 1985)
- (en) Wizard, 1985Inédit en France
- La tentation d'aimer, Harlequin, 1986 ((en) Cautious Lover, 1986)
- Le magicien de la nuit, Harlequin, 1987 ((en) Green Fire, 1986)
- Le pont de cristal, Harlequin, 1987 ((en) Secont Wife, 1987)
- (en) Saxon's Lady, 1987Inédit en France
- Ma féline, Harlequin, 1988 ((en) The Challoner Bride, 1987)

#### Série Colter
- Bleu des Caraïbes, Harlequin ((en) Fabulous Beast, 1984)
- Le sourire du diable, Harlequin, 1986 ((en) The Devil to Pay, 1985)

### Sous le nom de Jayne Ann Krentz

#### Romans sériels
- Tendre mirage, Harlequin, 1985 ((en) Ghost of a Chance, 1984)
- Surgi du passé, Harlequin, 1985 ((en) Man With a Past, 1985)
- (en) Witchcraft, 1985Inédit en France
- Au prix de la vengeance, Harlequin, 1985 ((en) Legacy, 1985)
- La vie devant nous, Harlequin, 1986 ((en) True Colors, 1986)
- En dépit de vous, Harlequin, 1987 ((en) The Ties That Bind, 1986)
- Il suffirait d'oser, Harlequin, 1990 ((en) Between the Lines, 1986)
- Je n'attendrai pas davantage, Harlequin, 1987 ((en) The Family Way, 1987)
- La déesse des bords du lac, Harlequin, 1990 ((en) The Main Attraction, 1987)
- Totalement imprévu..., Harlequin, 1988 ((en) The Chance of a Lifetime, 1987)
- Trois mois pour séduire, Harlequin, 2001 ((en) Test of Time, 1987)
- Les fleurs de l'orage, Harlequin, 1988 ((en) Full Bloom, 1988)
- Le bracelet d'émeraude, Harlequin, 1989 ((en) Joy, 1988)
- On ne triche pas avec l'amour, Harlequin, 2001 ((en) A Woman's Touch, 1989)
- Juliana, tendre tigresse, Harlequin, 1990 ((en) Lady's Choice, 1989)
- (en) To Wild To Wed?, 1991Inédit en France
- Enfer et paradis, Harlequin, 1995 ((en) The Wedding Night, 1991)
- Un baldaquin pour deux, Harlequin, 1993 ((en) The Private Eye, 1992)

#### Romans standards
- Le testament d'Elizabeth Nord, Harlequin, 1991 ((en) Twist of Fate, 1986)
- (en) A Coral Kiss, 1987Inédit en France
- Fascinations, Harlequin, 1995 ((en) Midnight Jewels, 1987)
- (en) Golden Chance, 1990Inédit en France
- (en) Silver Linings, 1991Inédit en France
- (en) Sweet Fortune, 1991Inédit en France
- Le petit-fils prodigue, J'ai lu, 1994 ((en) Family Man, 1992)
- (en) Perfect Partners, 1992Inédit en France
- Talents cachés, J'ai lu, 1995 ((en) Hidden Talents, 1993)
- Un mariage blanc, J'ai lu, 1994 ((en) Wildest Hearts, 1993)
- Une ombre sur le miroir, Presses de la Cité ((en) Grand Passion, 1994)
- (en) Connecting Rooms, 1995Dans Everlasting Love et dans Hearts Desire en 1998, inédit en France
- Coup de folie, Pocket, 1998 ((en) Trust Me, 1995)
- Passionnément, à la folie, France Loisirs, 1999 ((en) Absolutely, Positively, 1996)
- Comme une eau dormante, Belfond, 2000 ((en) Deep Waters, 1997)
- Le feu aux poudres, Belfond, 2002 ((en) Flash, 1998)
- La maison de verre, Belfond, 2000 ((en) Sharp Edges, 1998)
- Les yeux de l'amour, Belfond, 2001 ((en) Eye of the Beholder, 1999)
- L'ombre du doute, Belfond, 2003 ((en) Lost and Found, 2000)
- (en) Soft Focus, 2000Inédit en France
- Le miroir aux mensonges, Belfond, 2004 ((en) Smoke in Mirrors, 2002)
- (en) Dangerous Affair, 2004Inédit en France
- Comme un rêve éveillé, Belfond, 2006 ((en) Falling Awake, 2004)
- (en) No Going Back, 2004Inédit en France
- Rien qu'une nuit, Belfond, 2007 ((en) All Night Long, 2005)

#### Série Men made in America
- Si désirable, Harlequin ((en) Call It Destiny, 1984)
- Au calice de tes lèvres, Harlequin, 1984 ((en) Uneasy Alliance, 1984)
- Clair comme le cristal, Harlequin, 1985 ((en) The Waiting Game, 1985)

#### Série Lost Colony
1. (en) Crystal Flame, 1986Inédit en France
2. (en) Sweet Starfire, 1986Inédit en France

#### Série Le miroir des songes
- Le miroir des songes, tome 1, Harlequin ((en) Dream, Part One, 1988)
- Le miroir des songes, tome 2, Harlequin ((en) Dream, Part Two, 1988)

#### Série Gifts
- (en) Gift of Gold, 1988Inédit en France
- (en) Gift of Fire, 1989Inédit en France

#### Série Des femmes et des légendes
- Le pirate aux yeux gris, Harlequin ((en) The Pirate, 1990)
- L'aventurier aux yeux verts, Harlequin ((en) The Adventurer, 1990)
- Le cow-boy aux yeux d'or, Harlequin ((en) The Cowboy, 1990)

#### Série Whispering Springs
- Troublantes visions, Belfond, 2005 ((en) Light in Shadow, 2003)
- (en) Truth or Dare, 2004Inédit en France

#### Série Eclipse Bay
- (en) Eclipse Bay, 2000Inédit en France
- (en) Dawn in Eclipse Bay, 2001Inédit en France
- (en) A Summer in Eclipse Bay, 2002Inédit en France

#### Série Arcane Society
- (en) White Lies, 2007Inédit en France

### Sous le nom d'Amanda Glass

#### Série Lost Colony
- (en) Shield's Lady, 1989Inédit en France

### Sous le nom d'Amanda Quick

#### Romans standards
- La séductrice inattendue, J'ai lu, 1993 ((en) Seduction, 1990)
- La nuit des amants, J'ai lu, 2021 ((en) Surrender, 1990)
- Parfum de scandale, J'ai lu, 1999 ((en) Scandal, 1991)
- Rendez-vous manqué, J'ai lu, 1998 ((en) Rendezvous, 1991)
- Séduite, J'ai lu, 2017 ((en) Ravished, 1992)
- La dame voilée, J'ai lu, 1994 ((en) Reckless, 1992)
- Étrange passion, J'ai lu, 1995 ((en) Dangerous, 1993)Déjà publié en 1994 sous le titre Au péril de l'amour aux Presses de la Cité
- Le chant de la sirène, J'ai lu, 1997 ((en) Deception, 1993)
- L'île aux parfums, Presses de la Cité, 1996 ((en) Desire, 1993)
- La dame de cœur, France Loisirs, 1995 ((en) Mistress, 1994)
- Fiançailles pour rire, J'ai lu, 1997 ((en) Mystique, 1995)
- La dame de lumière, J'ai lu, 1999 ((en) Mischief, 1996)
- Au-delà de tout soupçon, J'ai lu, 1998 ((en) Affair, 1997)
- Un alibi de charme, J'ai lu, 2005 ((en) The Paid Companion, 2004)
- En attendant la nuit, J'ai lu, 2005 ((en) Wait Until Midnight, 2005)
- Les disparues de la Tamise, J'ai lu, 2008 ((en) The River Knows, 2007)
- Le jardin des mensonges, J'ai lu, 2018 ((en) Garden of lies, 2015)

#### Série Vanza
- Les clés d'Aphrodite, J'ai lu, 1999 ((en) With This Ring, 1998)
- Un duo inattendu, J'ai lu, 2000 ((en) I Thee Wed, 1999)
- Le mystère de la veuve noire, J'ai lu, 2001 ((en) Wicked Widow, 2000)
- Le château des orphelines, J'ai lu, 2006 ((en) Lie by Moonlight, 2005)

#### Série Lavinia Lake et Tobias March
- L'intrigante de Londres, J'ai lu, 2002 ((en) Slightly Shady, 2001)
- Le mystère du bracelet bleu, J'ai lu, 2003 ((en) Don't Look Back, 2002)
- Une alliance de choc, J'ai lu, 2004 ((en) Late for the Wedding, 2003)

#### Série Arcane Society
- (en) Second Sight, 2006Inédit en France
- (en) The third circle, 2008Inédit en France
- (en) The perfect poison, 2009Inédit en France

### Autre
- Dangerous Men and Adventurous Women: Romance Writers on the Appeal of the Romance : guide sur le roman d'amour